# Alexandre Bielski
Pour les articles homonymes, voir Bielski.
Alexandre Zeisal Bielski dit Zus Bielski, né le 19 octobre 1912 à Stankiewicze, près de Navahroudak, gouvernement de Minsk dans l'Empire russe et mort  le 18 août 1995 à Brooklyn, États-Unis,  est le leader des partisans Bielski qui sauvèrent près de 1 200 juifs de l'extermination nazie en Biélorussie pendant la Seconde Guerre mondiale.

## Biographie
Alexandre Zeisal Bielski, fils de David et Beila Bielski, est né le 19 octobre 1912 à Stankiewicze, petit village alors situé dans le gouvernement de Minsk, dans l'Empire russe (en Pologne dans l'entre-deux-guerres, en Biélorussie occidentale depuis la fin de la Seconde guerre mondiale), au sein d'une famille juive comptant douze enfants.
Avec ses frères Tuvia, Asaël (1908-1945) et Aron (né en 1927), Alexandre (dit « Zus) » forme les partisans Bielski. Le groupe se cacha dans les forêts de Biélorussie et sauva près de 1 200 Juifs. Après avoir un moment rejoint l'Armée rouge, Zus retourne sauver ses frères et sœurs.
Zus Bielski s'est marié à deux reprises. Sa première femme, Cyrl Borowski, et sa fille ont été assassinées par les nazis. Il se remarie avec Sonia Boldo, l'une des rescapées du groupe et a trois enfants : David, Jay et Zvi.
Après la guerre, il émigre en Israël, puis gagne les États-Unis, en 1956, où il retrouve son frère Tuvia (1906-1987).
Zus Bielski est mort le  18 août 1995

## Fiction
La vie des frères Bielski a inspiré le roman américain Defiance d'où est tiré le film Les insurgés d'Edward Zwick. Tuvia Bielski est incarné par Daniel Craig et Zus Bielski par Liev Schreiber.